# Arare (destroyer)
Pour les articles homonymes, voir Arare.
L'Arare (霰) était un destroyer de classe Asashio en service dans la Marine impériale japonaise pendant la Seconde Guerre mondiale.

## Historique
Au moment de l'attaque sur Pearl Harbor, l'Arare est basé à Etorofu, dans les Kourile, naviguant avec la force Kidō Butai de l'Amiral Nagumo, escortant flotte de tanker accompagnant la force de frappe. Le destroyer retourne à Kure le 24 décembre.
En janvier 1942, l'Arare escorte les porte-avions Akagi et Kaga à Truk puis jusqu'à Rabaul pour couvrir les débarquements des troupes japonaises à Rabaul et à Kavieng. Il quitte Palaos en compagnie du Zuikaku le 13 février, puis patrouille le mois suivant. Le 17 mars, il quitte Yokosuka avec les Shōkaku et Zuikaku dans la baie de Staring, en Sulawesi (Indes orientales néerlandaises).
L'Arare quitte la baie le 27 mars escortant le porte-avions pour le raid sur Ceylan. Après l'opération, il retourne à Kure le 23 avril pour des réparations. L'Arare est déployé à partir de Saipan le 3 juin, escortant un convoi de troupes lors de la bataille de Midway. Par la suite, il escorte les croiseurs Kumano et Suzuya de Truk à Kure.
Le 28 juin, il est affecté à l'escorte du Chiyoda à Kiska, dans les îles Aléoutiennes, pour une mission de ravitaillement. Le 5 juillet, alors en transit à environ 7 milles marins à l'est de Kiska (52° 00′ N, 177° 40′ E, il est frappé à son milieu par une torpille tiré par le sous-marin USS Growler. Le destroyer explose et coule, emportant 104 membres d'équipage. Le Commandant Ogata et 41 autres survivants sont secourus par le destroyer Shiranuhi. Il est rayé des listes de la marine le 31 juillet 1942.